# Dauren Kegenbajew
Dauren Kegenbayev (kaz. Дәурен Кегенбаев; ur. 23 marca 1983) – kazachski zapaśnik walczący w stylu klasycznym. Siódmy w Pucharze Świata w 2005. Trzeci na mistrzostwach Azji kadetów w 2000 roku.